# Иди ми, дођи ми
Иди ми, дођи ми је пети наставак филмског серијала Луде године. Премијерно приказивање је било 22. новембра 1983. године.

## Радња
Марија и Боба се усељавају у стан и кад су решили материјалне проблеме долази до кризе у њиховом браку. Захваћени потрошачком грозницом запостављају једно друго па и дете. Уз све то, деда Жика и деда Милан упорно се мешају у њихов живот.

## Улоге
| Глумац                   | Улога                                 |
| ------------------------ | ------------------------------------- |
| Драгомир Бојанић Гидра   | Живорад Жика Павловић                 |
| Марко Тодоровић          | Милан Тодоровић                       |
| Риалда Кадрић            | Марија Павловић                       |
| Владимир Петровић        | Слободан Боба Павловић                |
| Борис Миливојевић        | Михајло Миша Павловић                 |
| Јелена Жигон             | Јелена Тодоровић                      |
| Љиљана Јанковић          | Вука                                  |
| Весна Чипчић             | Елза                                  |
| Велимир Бата Живојиновић | доктор Милутин Недељковић/др Смиљанић |
| Милан Срдоч              | Миге                                  |
| Нада Војиновић           | Мишина наставница виолине             |
| Дивна Ђоковић            | Недељковићева супруга                 |
| Даница Максимовић        | масерка                               |
| Фарук Беголи             | Маријин колега                        |
| Ирена Просен             | Маријина колегиница 1                 |
| Растислав Јовић          | Бобин колега 1                        |
| Душан Тадић              | Бобин колега 2                        |
| Јован Ристић             | редитељ ревије                        |
| Војкан Миленковић        | водитељ ревије                        |
| Петар Лупа               | диригент хора                         |
| Ванеса Ојданић           | женска са цветом                      |
| Лидија Плетл             | Маријина колегиница 2                 |
| Мирјана Блашковић        | конобарица                            |
| Сашка Каран              | девојка са модне ревије               |
| Славица Ђорђевић         |                                       |

## Екипа
- Сценарио: Јован Марковић, Зоран Чалић
- Музика: Зоран Симјановић
- Сниматељ: Миливоје Миливојевић
- Сценографија: Предраг Николић
- Костимографија: Вера Стојановић
- Монтажа: Јелена Бјењаш, Војислав Вања Бјењаш